# Michał Cholewa (pisarz)

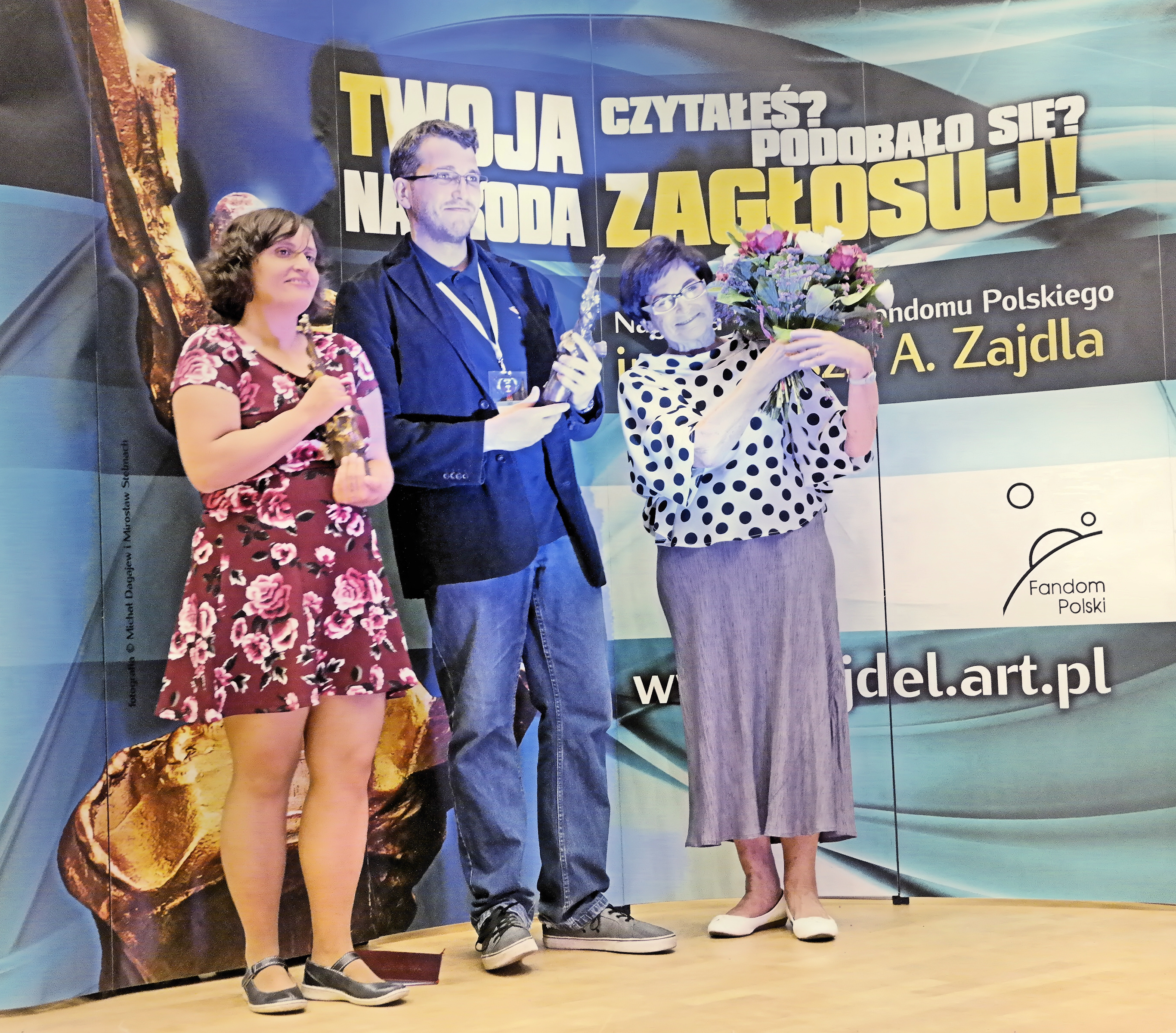
Laureaci Nagrody Zajdla za rok 2014: Anna Kańtoch i Michał Cholewa oraz Jadwiga Zajdel, Polcon 2015

Michał Cholewa (ur. 24 grudnia 1980 w Katowicach) – polski informatyk i pisarz specjalizujący się w militarnej science fiction, działacz fandomu.

## Życiorys
Urodził się w Katowicach, jest synem popularnego tłumacza literatury fantastycznej Piotra W. Cholewy.
Od 1995 jest członkiem Śląskiego Klubu Fantastyki.
Ukończył matematykę na Uniwersytecie Śląskim (2004). 6 czerwca 2013 otrzymał stopień doktora nauk technicznych w zakresie informatyki w Instytucie Informatyki Teoretycznej i Stosowanej PAN na podstawie dysertacji pod tytułem Czołowe funkcje kuliste jako baza do aproksymacji sygnału o ograniczonym paśmie. Promotorem jego pracy był Jerzy Klamka.
W 2011 rozpoczął pracę w Instytucie Informatyki Teoretycznej i Stosowanej Polskiej Akademii Nauk.
Literacko debiutował w 2008 w antologii Epidemie i zarazy wydanej przez Fabrykę Słów. Publikował także w czasopismach: Science Fiction, Fantasy i Horror i Nowa Fantastyka oraz antologiach: Smok urojony i Światy równoległe.
W 2012 wydał pierwszą powieść Gambit, zaś w 2013 jej kontynuację Punkt cięcia. Za wydaną w 2014 trzecią część cyklu – Fortę został w 2015 uhonorowany Nagrodą Zajdla oraz Srebrnym Wyróżnieniem Nagrody Literackiej im. Jerzego Żuławskiego. Część czwarta zatytułowana Inwit otrzymała nominację do Nagrody Zajdla za rok 2016, a część piąta, Sente, nominację za rok 2018. Otrzymał także Nagrodę Zajdla za wydane w 2021 opowiadanie Ucieczka oraz wydane w 2022 opowiadanie Na granicy.

## Twórczość
Cykl Algorytm Wojny
- Gambit, WarBook 2012
- Punkt cięcia, WarBook 2013
- Forta, WarBook 2014
- Inwit, WarBook 2016
- Echa (zbiór opowiadań), WarBook 2017
- Sente, WarBook 2018
- Dzika karta, WarBook 2020
- Gra o sumie niezerowej, WarBook, 2023